# Léo Taxil
Léo Taxil (ur. 21 marca 1854 w Marsylii, zm. 31 marca 1907 w Sceaux) – francuski pisarz i dziennikarz o antyklerykalnych poglądach, znany z tzw. „afery Taxila”.

## Biografia
Léo Taxil urodził się w Marsylii, w wieku pięciu lat został odesłany do jezuickiego seminarium, pobyt w którym wpłynął później na jego antyklerykalne i antykatolickie poglądy.
W książkach La Bible amusante („Zabawna Biblia”) i La Vie de Jesus („Życie Jezusa”) wskazywał na niespójności, błędy i fałszywe wierzenia. W innych książkach przedstawił przywódców Kościoła katolickiego jako hedonistyczne kreatury eksplorujące swoje fetysze na wzór markiza de Sade. W 1879 roku był sądzony za napisanie broszury À bas la calotte („Precz z piuskami”). Oskarżono go o obrazę religii uznawanej przez państwo, ale został uniewinniony.
W 1884 roku papież Leon XIII wydał słynną encyklikę Humanum genus, w której potępił wolnomularstwo.
W 1886 roku Taxil ogłosił swoje nawrócenie, odbył pielgrzymkę do Rzymu i otrzymał rozgrzeszenie od Leona XIII. Wyparł się swoich wcześniejszych dzieł. W kolejnej książce „ujawnił”, że w masonerii praktykowany jest kult Lucyfera. Na krótko przed dziesiątą rocznicą rzekomego nawrócenia miał prywatną audiencję u papieża. Niemniej brak jakiegokolwiek świadka i jakichkolwiek potwierdzeń rewelacji Taxila wydawał się podejrzany, nawet w kręgach klerykalnych. Taxila wielokrotnie naciskano, by ujawnił źródła swych rewelacji. 19 kwietnia 1897 roku w siedzibie francuskiego Towarzystwa Geograficznego ogłosił, że wszystkie jego wypowiedzi na temat demonicznych praktyk masonerii, a także jego nawrócenie były żartem i oszustwem. Wybuchł skandal, a Leon XIII ekskomunikował Taxila.
W XIX-wiecznej Francji „afera Taxila” była traktowana jako skandal. Podkreślano, że było to sprytne oszustwo, zwracano uwagę na wielką naiwność kręgów katolickich. Ośmieszony został Kościół, a masoneria doświadczyła licznych oszczerstw. Być może cała akcja była zemstą za usunięcie z loży w 1882 roku. Pomimo tego, wiele osób po dziś dzień uważa Taxila za demaskatora demonicznych kultów, rzekomo praktykowanych w lożach masonerii.
Taxil publikował zwykle pod rozmaitymi pseudonimami (Paul de Regis, Gabriel Jogand Pages, Adolphe Ricoux, Docteur Bataille).
Zmarł 31 marca 1907 roku w Sceaux.

## Publikacje

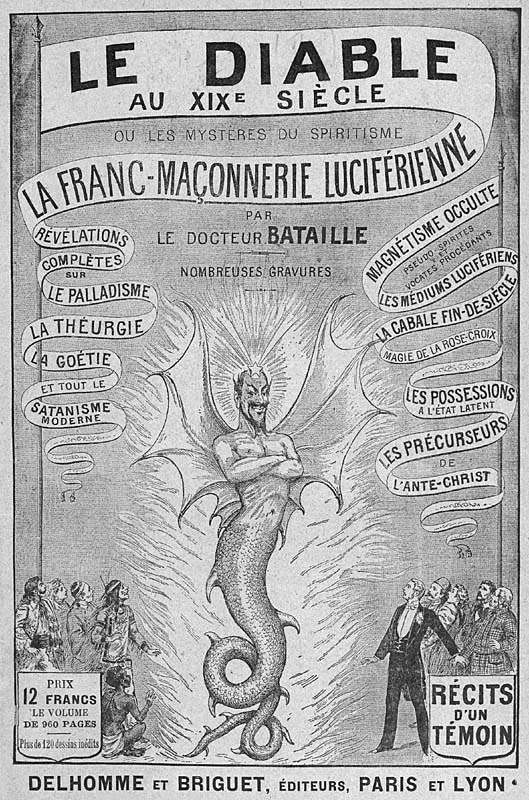
Le Diable au XIX^{e} siècle (Diabeł w XIX wieku).

- À bas la calotte, Bibliothèque anti-cléricale (1879)
- Les Soutanes grotesques (1879)
- La Chasse aux corbeaux (1879)
- Le Fils du Jésuite (1879)
- Les Borgia (1881)
- La Vie de Jésus (1882)
- La Bible amusante (1882)
- Les Débauches d’un confesseur (1884)
- Les Pornographes sacrés: la confession et les confesseurs (1882)
- Pie IX devant l’Histoire (1883)
- Les Maîtresses du Pape (1884)
- Le Martyre de Jeanne d’Arc (1890)
- Le Diable au XIXe siècle (1895)
- Marchands de chair humaine (1904)